# Fronteira África do Sul–Essuatíni
A fronteira entre a África do Sul e Essuatíni é a linha que tem 430 km de extensão, quase uma linha fechada, que separa o norte, o oeste, o sul e parte de um terço do leste de Essuatíni do território da África do Sul. Estando Essuatíni encravada entre a África do Sul e o sul de Moçambique, a fronteira se estende entre duas fronteiras tríplices África do Sul-Essuatíni-Moçambique.
Os trechos leste e sul dessa fronteira fazem limite com a província sul-africana de KwaZulu-Natal. Os trechos oeste e norte separam Essuatíni da província sul-africana de Mpumalanga. Essa fronteira passa nas proximidades de Piggs Peak e do pico Emlembe no noroeste de Essuatíni e de Nhlangano no sul desse país.
Essa fronteira foi definida com a independência do Reino Suázi em 1968. Até então era um protetorado britânico desde 1903, quando os britânicos venceram a Guerra dos Boers. Antes disso, desde o século XIX já era ocupada pelo povo suázi e foi objeto de disputas entre o Reino Unido e o Estado Boer do Transvaal.

## Disputas territoriais

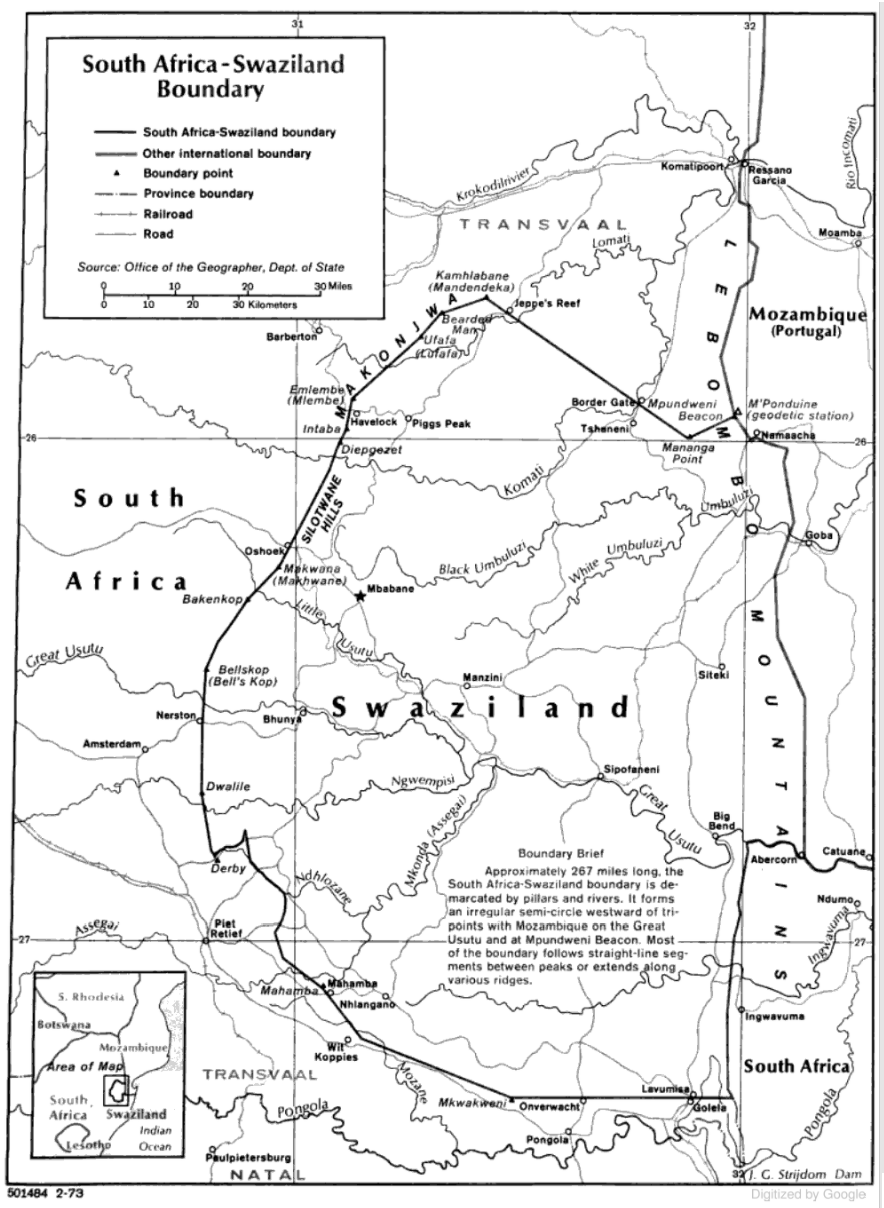
Mapa da fronteira entre eSwatini e África do Sul.

Em 2006, o rei de Essuatíni sustentou recorrer ao Tribunal Internacional de Justiça em Haia para reclamar partes das províncias sul-africanas de Mpumalanga e KwaZulu-Natal. 